# Clubiona pikei
Clubiona pikei là một loài nhện trong họ Clubionidae.
Loài này thuộc chi Clubiona. Clubiona pikei được Willis J. Gertsch miêu tả năm 1941.